# Thigh gap

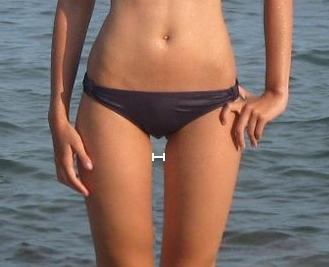
De thigh gap wordt hier aangeduid met een streepje.

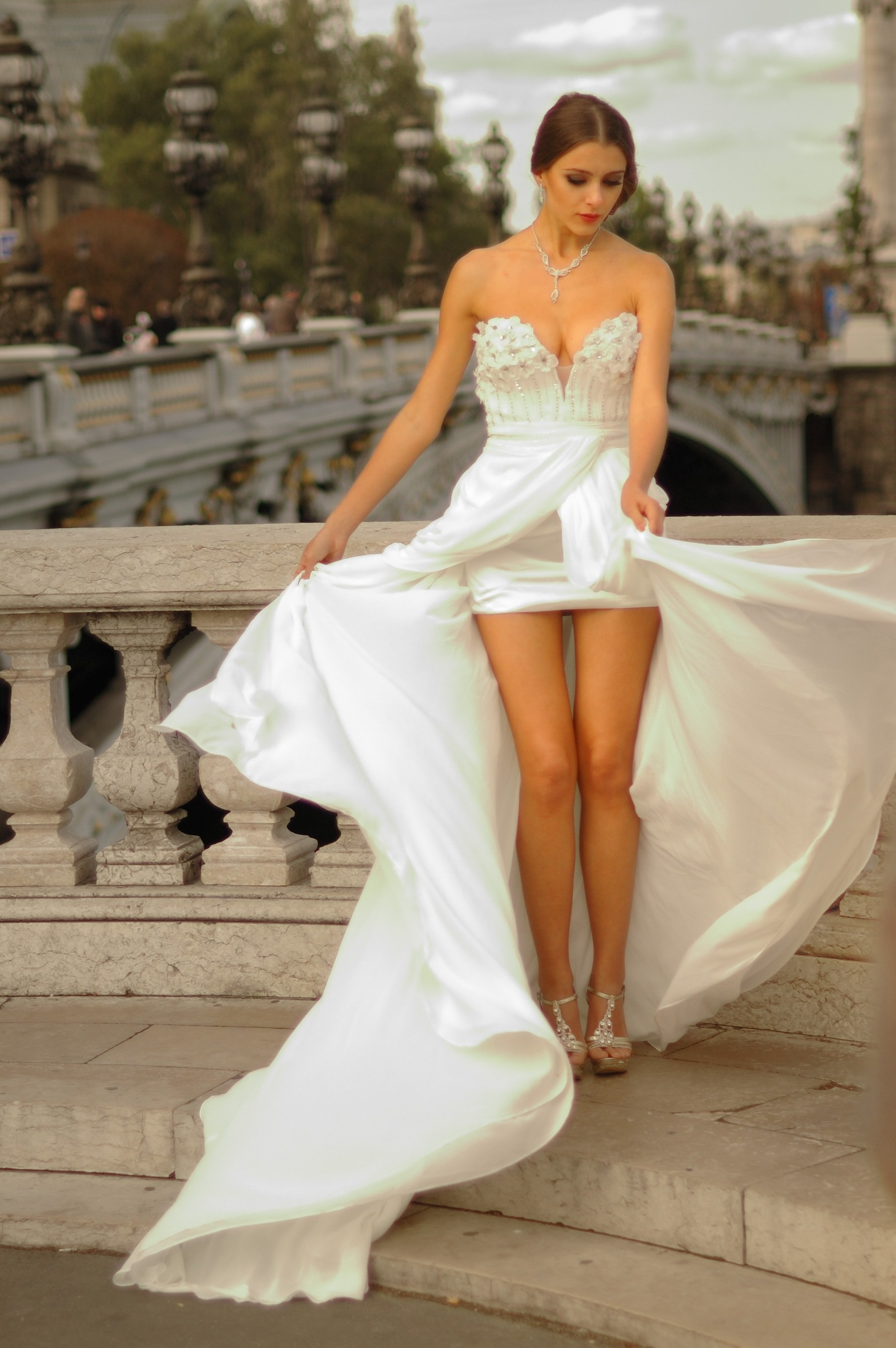
De thigh gap is nog duidelijker met aaneengesloten knieën.

Een thigh gap of dijkloof is een slankheids-schoonheidsideaal voor vrouwen waarbij er ruimte is tussen de dijen wanneer ze rechtop staan met aaneengesloten knieën. Het schoonheidsideaal kwam op in de jaren 2010 op als teken van vrouwelijkheid voor tienermeisjes en jonge vrouwen.
De afstand tussen de dijen wordt bepaald door de breedte van het bekken, de positionering van de dijbenen en de hoeveelheid spier- en vetweefsel in het bovenbeen. De aanwezigheid van een 'thigh gap' berust voornamelijk op aangeboren factoren, en pogingen om een 'thigh gap' te verkrijgen door gewicht te verliezen zullen weinig resultaat opleveren. Bovendien kunnen dergelijke pogingen mensen aanzetten tot ongezonde diëten en cosmetische ingrepen.
Gelijkaardige fenomenen zijn de bikini bridge ('bikinibrug') en ab crack ('buikspierkloof').